# المغطس

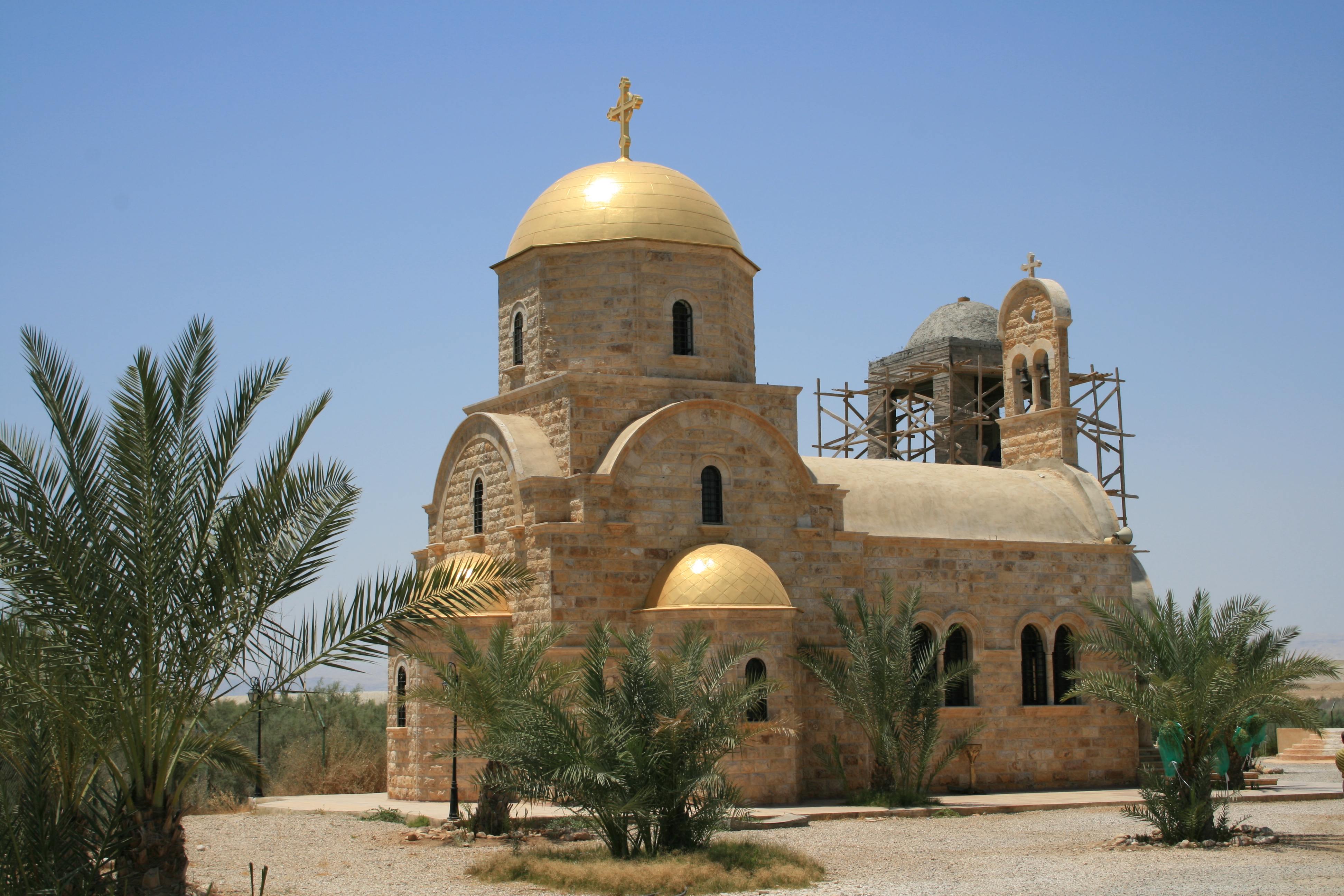
کلیسای ارتدکس یونان یحیی تعمید دهنده که تازه ساخته شده‌است

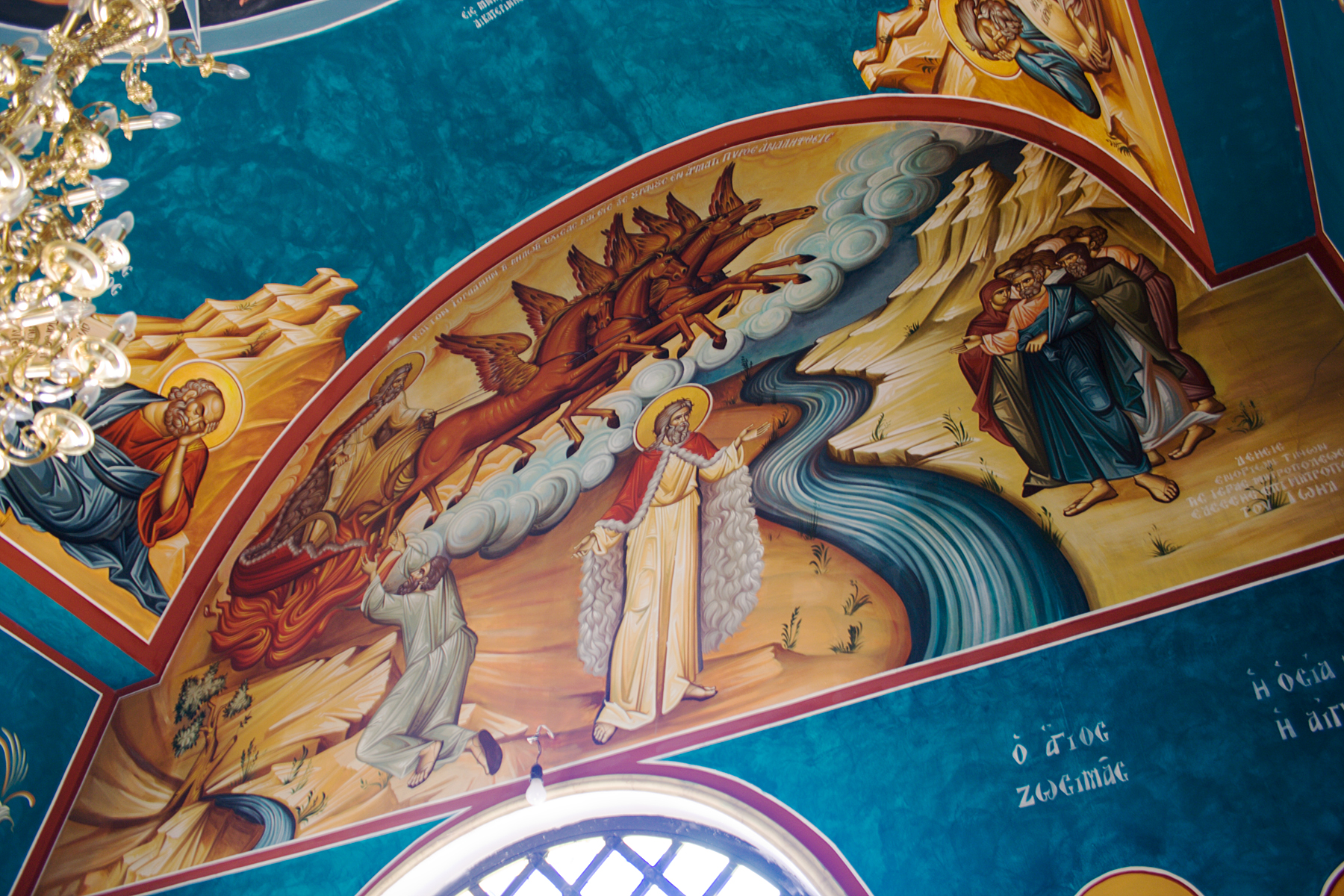
نقاشی دیواری داخل کلیسای جدید ارتدکس یونان: صعود آتشین الیاس به بهشت

المغطس (عربی: المغطس، عبری: בית עברה‎)، به معنی " غسل تعمید " یا "غوطه وری" در عربی، یک سایت باستان‌شناسی میراث جهانی در اردن در کرانه شرقی رود اردن است که به‌طور رسمی به عنوان سایت غسل تعمید "بتانی آن سوی اردن" (المغطس) شناخته می‌شود. این مکان به عنوان محل اصلی تعمید عیسی و یحیی تعمید دهنده در نظر گرفته می‌شود و حداقل از دوره بیزانس مورد احترام بوده‌است. به دنبال پیشنهادی از طرف اوریجن، محل غسل تعمید عیسی گاهی بتهبارا نیز نامیده می‌شود.
المغطس شامل دو منطقه اصلی باستان‌شناسی است. بقایای صومعه در تپه ای معروف به جبل مار الیاس (تپه الیاس) و منطقه ای نزدیک به رودخانه با بقایای کلیساها، استخرهای تعمید و خانه‌های زائران و زاهدان. این دو منطقه توسط جریانی به نام وادی خارار به هم متصل می‌شوند.
موقعیت استراتژیک بین بیت‌المقدس و شاهراه شاه از قبل در گزارش کتاب یوشع دربارهٔ عبور بنی اسرائیل از اردن در آنجا مشهود است. جبل مار الیاس به‌طور سنتی به عنوان محل عروج الیاس نبی به آسمان شناخته می‌شود. منطقه کامل پس از جنگ شش روزه ۱۹۶۷، هنگامی که هر دو کرانه اردن بخشی از خط مقدم شد، متروکه شد. در آن زمان به شدت در منطقه استخراج شد.
پس از امضای پیمان صلح اسرائیل و اردن در سال ۱۹۹۴، پس از ابتکار عمل پادشاهی اردن، یعنی شاهزاده قاضی، مین زدایی از منطقه انجام شد. این سایت پس از آن چندین حفاری باستان‌شناسی، چهار بار بازدید پاپ و بازدیدهای ایالتی را به خود دیده و باعث جذب گردشگران و فعالیت‌های زیارتی شده‌است. در سال ۲۰۱۵، این سایت به استثنای ضلع غربی رودخانه، توسط یونسکو به عنوان میراث جهانی تعیین شد. تقریباً ۸۱٬۰۰۰ نفر در سال ۲۰۱۶ از این سایت بازدید کردند که بیشتر آنها جهانگردان اروپایی، آمریکایی و عرب بودند. هزاران نفر در ۶ ژانویه به مناسبت خاج‌شویان به این سایت آمدند.

## نامها
بتانی
بتهبارا
المغطس
المغطس کلمه عربی سایت تعمید یا غوطه وری است.

## جغرافیا
المغطس در ساحل شرقی رود اردن، ۹ کیلومتری شمال دریای مرده و ۱۰ کیلومتری (۶٫۲ مایل) جنوب شرقی اریحاواقع شده‌است. کل سایت، که در زمینی به مساحت ۵۳۳٫۷ هکتار (حدود ۵٫۳ کیلومتر مربع یا ۱٬۳۲ هکتار) پراکنده شده‌است، دارای دو منطقه مجزا است - تل الخرار، به نام جبل مار الیاس (تپه الیاس)، و منطقه نزدیک به رودخانه (۲ کیلومتر (۱٫۲ مایل) به شرق)، منطقه زور، جایی که کلیسای باستانی مقدس جان تعمید دهنده در آن واقع شده‌است.
این سایت نزدیک به جاده باستانی بین اورشلیم و اردن است.

## تاریخ و باستان‌شناسی

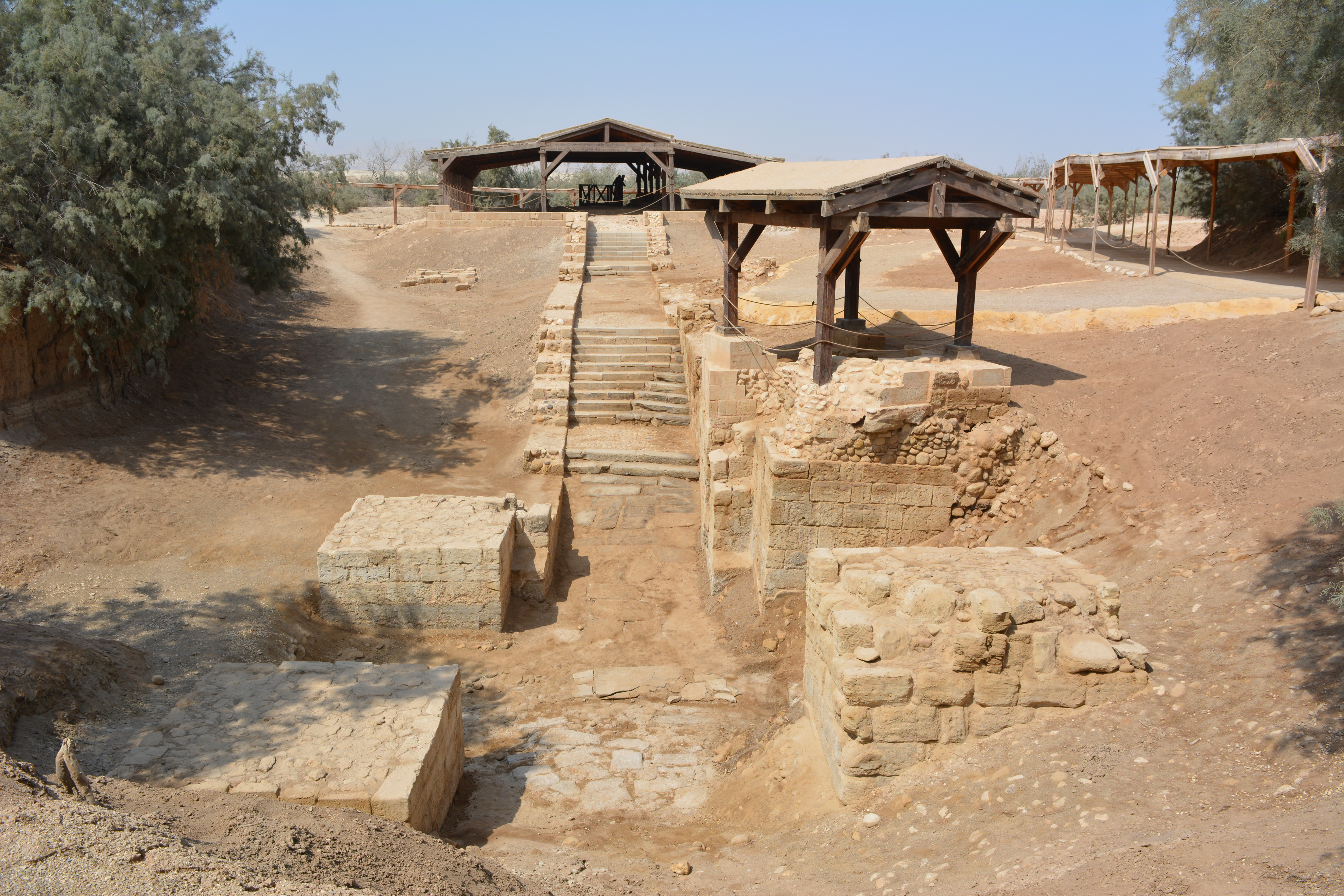
محل عبادت و حوض غسل تعمید در مغطس

### استقرار قبل از روم
در کاوش‌های باستان‌شناسی آثار باستانی کشف شده‌است که گواه این نتیجه است که این مکان برای اولین بار توسط گروه کوچکی از کشاورزان در دوره کالکولیتیک، حدود ۳۵۰۰ سال قبل از میلاد، آباد شده‌است. همچنین نشانه‌هایی از عصر هلنیستی وجود دارد.

## حمایت یونسکو
در سال ۱۹۹۴، یونسکو حامی کاوش‌های باستان‌شناسی در این منطقه شد. در ابتدا یونسکو این سایت را در ۱۸ ژوئن ۲۰۰۱ در فهرست آزمایشی قرار داده بود و نامزدی جدیدی در ۲۷ ژانویه ۲۰۱۴ ارائه شد. ایکوموس گزارش ارائه شده توسط اردن را از ۲۱ تا ۲۵ سپتامبر ۲۰۱۴ ارزیابی کرد. یافته‌ها از نزدیک با بزرگداشت غسل تعمید مرتبط است. به دنبال این ارزیابی، یونسکو این مکان را به عنوان میراث جهانی با عنوان "بتانی آن سوی اردن (المغطس)" ثبت کرد. طبق معیارهای یونسکو (iii) و (vi) به عنوان یک دارایی فرهنگی ثبت شد.
آژانس جهانگردی فلسطین از تصمیم یونسکو برای کنار گذاشتن محل تعمید غسل غربی ابراز تأسف کرد. در جریان مذاکرات فهرست‌های یونسکو، پیشنهاد اصلی به یونسکو اراده گسترش سایت در آینده با همکاری «کشور همسایه» را اعلام کرد.